# Tropidonophis dendrophiops
Tropidonophis dendrophiops är en ormart som beskrevs av Günther 1883. Tropidonophis dendrophiops ingår i släktet Tropidonophis och familjen snokar. Inga underarter finns listade i Catalogue of Life.
Denna orm förekommer i södra Filippinerna på öarna Bohol, Biliran, Leyte, Samar, Dinagat, Basilan, Camiguin Sur och Mindanao. Arten lever i kulliga områden och i bergstrakter mellan 70 och 1200 meter över havet. Exemplar hittades i fuktiga skogar (bland annat galleriskogar) nära vattendrag. Födan utgörs av grodor och andra små ryggradsdjur. Honor lägger ägg.
Beståndet hotas av skogsröjningar och vattenföroreningar. Hela populationen är fortfarande stor. IUCN kategoriserar arten globalt som livskraftig.